# Альберто Лора
Альберто Лора (ісп. Alberto Lora; нар. 25 березня 1987, Мостолес) — іспанський футболіст півзахисник команди «Марино Луанко».
Насамперед відомий виступама за «Спортінг» (Хіхон).

## Ігрова кар'єра
У дорослому футболі дебютував 2006 року виступами за команду «Спортінг» (Хіхон), в якій провів дванадцять сезонів, по шість у найвищому і другому дивізіонах першості Іспанії. Загалом взяв участь у 258 матчах чемпіонату. Більшість часу, проведеного у складі хіхонського «Спортінга», був основним гравцем команди.
Протягом 2018—2019 років грав на Кіпрі за «Омонію», після чого повернувся на батьківщину, де приєднався до команди «Марино Луанко» із Сегунди Б.